# Président de la république du Costa Rica
Le président de la république du Costa Rica (en espagnol :  Presidente de la República de Costa Rica) est le chef de l'État et du gouvernement du Costa Rica dans le cadre d'un régime présidentiel.
La résidence officielle du président est la Maison présidentielle, située dans la capitale, San José.

## Système électoral
Le président de la république du Costa Rica est élu pour un mandat de quatre ans au scrutin uninominal majoritaire à deux tours sous une forme légèrement modifiée. Un candidat doit, pour être élu, arriver en tête et recueillir plus de 40 % des voix au premier tour. À défaut, les deux candidats arrivés en tête s'affrontent lors d'un second tour, et celui qui recueille le plus de suffrages est déclaré vainqueur. Jusqu'en 2005, un président élu ne pouvait se porter candidat à une nouvelle élection. Depuis, cela est possible après un intervalle d'une durée de deux mandats, soit huit ans.

## Liste
Le tableau suivant contient la liste des présidents de la république du Costa Rica depuis son indépendance.
| Nom                                                    | Début du mandat                       | Fin du mandat                         | Parti                                      |
| Chef d'État du Costa Rica (1825-1848)                  | Chef d'État du Costa Rica (1825-1848) | Chef d'État du Costa Rica (1825-1848) | Chef d'État du Costa Rica (1825-1848)      |
| ------------------------------------------------------ | ------------------------------------- | ------------------------------------- | ------------------------------------------ |
| Juan Mora Fernández                                    | 14 avril 1825                         | 9 mars 1833                           |                                            |
| José Rafael de Gallegos y Alvarado                     | 9 mars 1833                           | 4 mars 1835                           |                                            |
| Manuel Fernández Chacón                                | 4 mars 1835                           | 5 mai 1835                            |                                            |
| Nicolás Ulloa Soto                                     | élu en 1835                           | élu en 1835                           |                                            |
| Braulio Carrillo Colina                                | 5 mai 1835                            | 1er mars 1837                         |                                            |
| Joaquín Mora Fernández                                 | 1er mars 1837                         | 17 avril 1837                         |                                            |
| Manuel Aguilar Chacón                                  | 17 avril 1837                         | 27 mai 1838                           |                                            |
| Braulio Carrillo Colina                                | 27 mai 1838                           | 12 avril 1842                         |                                            |
| Francisco Morazán Quesada                              | 12 avril 1842                         | 11 septembre 1842                     |                                            |
| Antonio Pinto Soares                                   | 11 septembre 1842                     | 27 septembre 1842                     |                                            |
| José María Alfaro Zamora                               | 27 septembre 1842                     | 29 novembre 1844                      |                                            |
| Francisco María Oreamuno Bonilla                       | 29 novembre 1844                      | 7 juin 1846                           |                                            |
| José María Alfaro Zamora                               | 7 juin 1846                           | 8 mai 1847                            |                                            |
| Président de la république du Costa Rica (depuis 1848) |                                       |                                       |                                            |
| Première république                                    |                                       |                                       |                                            |
| José María Castro Madriz                               | 8 mai 1847                            | 16 novembre 1849                      | Libéral                                    |
| Miguel Mora Porras                                     | 16 novembre 1849                      | 26 novembre 1849                      | Libéral                                    |
| Juan Rafael Mora Porras                                | 26 novembre 1849                      | 14 août 1859                          | Libéral                                    |
| José María Montealegre Fernández                       | 14 août 1859                          | 8 mai 1863                            | Libéral                                    |
| Jesús Jiménez Zamora                                   | 8 mai 1863                            | 8 mai 1866                            | Libéral                                    |
| José María Castro Madriz                               | 8 mai 1866                            | 1er novembre 1868                     | Libéral                                    |
| Jesús Jiménez Zamora                                   | 1er novembre 1868                     | 27 avril 1870                         | Libéral                                    |
| Bruno Carranza Ramírez                                 | 27 avril 1870                         | 10 août 1870                          | Libéral                                    |
| Tomás Guardia Gutiérrez                                | 10 août 1870                          | 8 mai 1876                            | Libéral                                    |
| Aniceto Esquivel Sáenz                                 | 8 mai 1876                            | 30 juillet 1876                       | Libéral                                    |
| Vicente Herrera Zeledón                                | 30 juillet 1876                       | 11 septembre 1877                     | Conservateur                               |
| Tomás Guardia Gutiérrez                                | 11 septembre 1877                     | 6 juillet 1882                        | Libéral                                    |
| Saturnino Lizano Gutiérrez                             | 6 juillet 1882                        | 20 juillet 1882                       | Libéral                                    |
| Próspero Fernández Oreamuno                            | 20 juillet 1882                       | 12 mars 1885                          | Libéral                                    |
| Bernardo Soto Alfaro                                   | 12 mars 1885                          | 7 novembre 1889                       | Libéral                                    |
| Carlos Durán Cartín                                    | 7 novembre 1889                       | 8 mai 1890                            | Libéral                                    |
| José Rodríguez Zeledón                                 | 8 mai 1890                            | 8 mai 1894                            | Constitutionnel (es)                       |
| Rafael Yglesias Castro                                 | 8 mai 1894                            | 8 mai 1902                            | Civil (es)                                 |
| Ascensión Esquivel Ibarra                              | 8 mai 1902                            | 8 mai 1906                            | Parti d'union nationale (PUN)              |
| Cleto González Víquez                                  | 8 mai 1906                            | 8 mai 1910                            | National (es)                              |
| Ricardo Jiménez Oreamuno                               | 8 mai 1910                            | 8 mai 1914                            | Républicain (es)                           |
| Alfredo González Flores                                | 8 mai 1914                            | 27 janvier 1917                       | Républicain (es)                           |
| Federico Tinoco Granados                               | 27 janvier 1917                       | 20 août 1919                          | Peliquista (es)                            |
| Juan Bautista Quirós Segura                            | 20 août 1919                          | 2 septembre 1919                      | Peliquista (es)                            |
| Francisco Aguilar Barquero                             | 2 septembre 1919                      | 8 mai 1920                            | Républicain (es)                           |
| Julio Acosta García                                    | 8 mai 1920                            | 8 mai 1924                            | Constitutionnel (es)                       |
| Ricardo Jiménez Oreamuno                               | 8 mai 1924                            | 8 mai 1928                            | Républicain (es)                           |
| Cleto González Víquez                                  | 8 mai 1928                            | 8 mai 1932                            | PUN                                        |
| Ricardo Jiménez Oreamuno                               | 8 mai 1932                            | 8 mai 1936                            | Républicain national (es)                  |
| León Cortés Castro                                     | 8 mai 1936                            | 8 mai 1940                            | Républicain national (es)                  |
| Rafael Ángel Calderón Guardia                          | 8 mai 1940                            | 8 mai 1944                            | Républicain national (es)                  |
| Teodoro Picado Michalski                               | 8 mai 1944                            | 14 avril 1948                         | Républicain national (es)                  |
| Santos León Herrera                                    | 14 avril 1948                         | 8 mai 1948                            | Républicain national (es)                  |
| Seconde république (subséquente à la Guerre civile)    |                                       |                                       |                                            |
| José Figueres Ferrer                                   | 8 mai 1948                            | 8 novembre 1949                       | Parti social-démocrate (es) (PSD)          |
| Luis Rafael Otilio Ulate Blanco                        | 8 novembre 1949                       | 8 novembre 1953                       | PUN                                        |
| José Figueres Ferrer                                   | 8 novembre 1953                       | 8 mai 1958                            | Parti de la libération nationale (PLN)     |
| Mario Echandi Jiménez                                  | 8 mai 1958                            | 8 mai 1962                            | PUN                                        |
| Francisco Orlich Bolmarcich                            | 8 mai 1962                            | 8 mai 1966                            | PLN                                        |
| José Joaquín Trejos Fernández                          | 8 mai 1966                            | 8 mai 1970                            | Parti de l'unification nationale (es) (UN) |
| José Figueres Ferrer                                   | 8 mai 1970                            | 8 mai 1974                            | PLN                                        |
| Daniel Oduber Quirós                                   | 8 mai 1974                            | 8 mai 1978                            | PLN                                        |
| Rodrigo Alberto Carazo Odio                            | 8 mai 1978                            | 8 mai 1982                            | Coalition Unité (es)                       |
| Luis Alberto Monge Álvarez                             | 8 mai 1982                            | 8 mai 1986                            | PLN                                        |
| Óscar Arias Sánchez                                    | 8 mai 1986                            | 8 mai 1990                            | PLN                                        |
| Rafael Ángel Calderón Fournier                         | 8 mai 1990                            | 8 mai 1994                            | Parti Unité sociale-chrétienne (PUSC)      |
| José María Figueres Olsen                              | 8 mai 1994                            | 8 mai 1998                            | PLN                                        |
| Miguel Ángel Rodríguez Echeverría                      | 8 mai 1998                            | 8 mai 2002                            | PUSC                                       |
| Abel Pacheco de la Espriella                           | 8 mai 2002                            | 8 mai 2006                            | PUSC                                       |
| Óscar Arias Sánchez                                    | 8 mai 2006                            | 8 mai 2010                            | PLN                                        |
| Laura Chinchilla Miranda                               | 8 mai 2010                            | 8 mai 2014                            | PLN                                        |
| Luis Guillermo Solís                                   | 8 mai 2014                            | 8 mai 2018                            | Parti d'action citoyenne (PAC)             |
| Carlos Alvarado                                        | 8 mai 2018                            | 8 mai 2022                            | PAC                                        |
| Rodrigo Chaves Robles                                  | 8 mai 2022                            | En cours                              | Parti Progrès social démocratique (PPSD)   |